# Dom Konwertytów w Braniewie
Dom Konwertytów (potocznie nazywany "pałacykiem Potockiego") znajduje się w Braniewie przy ulicy Botanicznej 11. Obecnie w części budynku działa Centrum Rozwoju Regionalnego w Braniewie-Inkubator Przedsiębiorczości.

## Historia

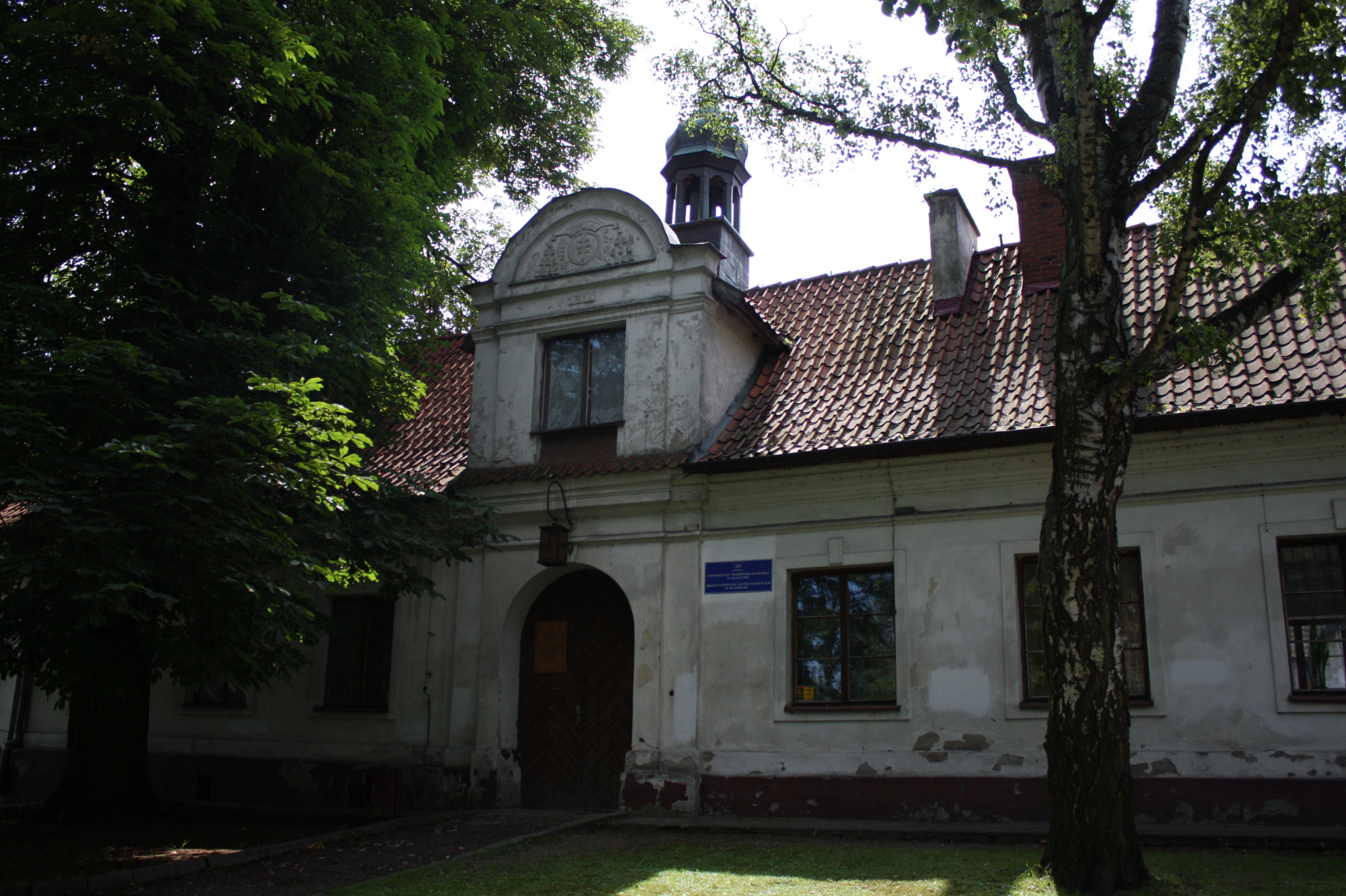
Dom konwertytów przed renowacją, rok 2010

Fundatorem barokowego domu konwertytów był biskup warmiński, Teodor Potocki.
Lokalizację obrano w pobliżu kościoła św. Katarzyny oraz zamku biskupiego, jednak już poza obrębem dawnych murów miejskich i fosą; w otoczeniu parku należącego do zamku biskupiego. Zamieszkali w nim konwertyci, którzy z powodu zmiany religii emigrowali z Królestwa Prus na Warmię. Rozpoczęcie budowy nastąpiło w 1718 roku. Cztery lata później biskup ustanowił fundację, która miała zapewniać stałe źródło utrzymania obiektu. Następnie patronat nad fundacją przejęło biskupstwo. Po 1772, po I rozbiorze Polski, roku dom konwertytów zamieniono na katolicki przytułek dla starców. W 1923 roku w zrujnowanym pod koniec XIX wieku budynku przeprowadzono pilne prace remontowe, zmieniając jego funkcję na dom dla ubogich. Zbombardowany przez lotnictwo sowieckie w lutym 1945 roku po wojnie stał opuszczony w ruinie. Pierwsze prace remontowo-zabezpieczające rozpoczęto w 1965. Budynek został odbudowany w latach 1972–1975 i w styczniu 1976 roku utworzono tu siedzibę biblioteki miejskiej. Od 16 lipca 1992 roku budynek był własnością Kurii Metropolitalnej Archidiecezji Warmińskiej. 7 października 2002 roku utworzono w nim Międzynarodowe Centrum Edukacyjne w Braniewie – zamiejscowy ośrodek dydaktyczny Uniwersytetu Warmińsko-Mazurskiego w Olsztynie, kształcący na kierunkach: europeistyka, stosunki międzynarodowe, pedagogika, handel zagraniczny, filologia rosyjska i angielska. Działalność ta zakończyła się w 2009 roku z powodu braku chętnych w roku akademickim 2008/2009. W latach 2012–2015 nowy właściciel obiektu, wraz z Fundacją OLIMP, przeprowadził prace remontowo-adaptacyjne z przeznaczeniem na utworzenie Inkubatora Przedsiębiorczości oraz Kliniki Jednego Dnia.